# Орландо, Джо
Джозеф Орландо (англ. Joseph Orlando; 4 апреля 1927 — 23 декабря 1998) — американский автор комиксов итальянского происхождения.

## Ранние годы
Орландо родился в Италии и эмигрировал в США в 1929 году. Он начал рисовать в раннем возрасте. Окончив среднюю школу, Джо поступил на службу в армию США и был направлен в военную полицию, проведя 18 месяцев в Европе. После увольнения в 1947 году он вернулся в Нью-Йорк и начал учиться в Лиге студентов-художников по закону «G.I. Bill». Орландо начал заниматься комиксами в 1949 году.

## Награды и признание
Джо получил премию Inkpot Award в 1980 году. Он попал в Зал славы комиксов Уилла Айснера в 2007 году. Работа Орландо над Weird Science была включена в список «Sci-Fi Top 100», составленный журналом Entertainment Weekly.

## Работы

### DC Comics
- Action Comics Weekly #617 (Phantom Stranger) (1988)
- Adventure Comics #457-458 (Eclipso) (1978)
- Falling in Love #97 (1968)
- Forbidden Tales of Dark Mansion #7 (1972)
- Ghosts #74 (1979)
- House of Mystery #179, 201 (1969—1972)
- House of Secrets #92, 128 (1971—1975)
- Legion of Super-Heroes vol. 3 #6 (1985)
- Looney Tunes Magazine #1 (сценарий) (1990)
- 'Mazing Man #5 (1986)
- Metamorpho #5-6 (1966)
- The Phantom #1-4 (1988)
- Phantom Stranger vol. 2 #15 (сюжет) (1971)
- Plop! #10 (writer) (1975)
- Secret Origins vol. 2 #10 (Phantom Stranger) (1987)
- Secret Society of Super Villains #11 (1977)
- The Shadow Annual #1 (1987)
- Showcase #62-63, 65 (Inferior Five); #97 (Power Girl) (1966—1978)
- Sinister House of Secret Love #2 (сюжет) (1971)
- Strange Adventures #202 (1967)
- Super Friends #1 (1976)
- Supergirl promotional comic book #1 (сюжет); #2 (сюжет/художник) (1984—1986)
- Superman #400 (1984)
- The Superman Family #186-187 (Jimmy Olsen) (1977—1978)
- Swing with Scooter #1-6, 11-12, 15 (1966—1968)
- Teen Titans Spotlight #11 (Brotherhood of Evil) (1987)
- Time Warp #2 (1979)
- Tomahawk #118 (1968)
- The Unexpected #202 (1980)
- Wasteland #12-13, 15 (1988)
- Weird Worlds #4 (1973)
- Young Romance #154-156 (1968)

### EC Comics
- Confessions Illustrated #1-2 (1956)
- Crime Illustrated #1 (1955)
- Crime SuspenStories #16, 22, 24, 26 (1953—1955)
- The Haunt of Fear #9, 12 (1951—1952)
- Impact #2, 5 (1955)
- Incredible Science Fiction #30, 32-33 (1955—1956)
- Mad #8, 32-41, 43-94, 96-97, 99-100, 353, 356, 358—359 (1954—1997)
- M.D. #1-5 (1955—1956)
- Panic #1-9 (1954—1955)
- Shock SuspenStories #1, 3-7, 9-10, 12, 16-17 (1952—1954)
- Tales from the Crypt #27-30, 35, 37, 39, 46 (1951—1955)
- Terror Illustrated #1 (1955)
- Valor #3-4 (1955)
- Vault of Horror #24, 31, 40 (1952—1955)
- Weird Fantasy #9-22 (1951—1953)
- Weird Science #10-22 (1951—1953)
- Weird Science-Fantasy #23-29 (1954—1955)

### Marvel Comics
- Adventure into Mystery #5 (1957)
- Astonishing #47, 58, 61 (1956—1957)
- Battle #47 (1956)
- Battle Action #22 (1956)
- Battle Ground #15, 17 (1957)
- Battlefront #47 (1957)
- Daredevil #2-4 (1964)
- G.I. Tales #6 (1957)
- Journey into Mystery #30, 32, 45 (1956—1957)
- Journey into Unknown Worlds #44, 57 (1956—1957)
- Marines at War #6-7 (1957)
- Marines in Battle #14 (1956)
- Marvel Tales #149, 151, 157 (1956—1957)
- My Own Romance #61 (1958)
- Mystery Tales #51 (1957)
- Mystic #57, 61 (1957)
- Mystical Tales #1-2, 7 (1956—1957)
- Quick-Trigger Western #16 (1957)
- Ringo Kid #12 (1956)
- Six-Gun Western #2 (1957)
- Spellbound #25, 28 (1955—1956)
- Strange Tales #41, 44, 46, 49, 52 (1955—1956)
- Strange Tales of the Unusual #2, 7 (1956)
- Tales of Justice #65-66 (1957)
- Uncanny Tales #49-50, 53 (1956—1957)
- War Comics #42 (1956)
- World of Fantasy #8, 13-14 (1957—1958)
- World of Mystery #5 (1957)